# Окси (Саона и Лоара)
Окси (фр. Auxy) насеље је и општина у источном делу централне Француске у региону Бургундија-Франш-Конте, у департману Саона и Лоара која припада префектури Отен.
По подацима из 2011. године у општини је живело 984 становника, а густина насељености је износила 26,61 становника/km². Општина се простире на површини од 36,98 km². Налази се на средњој надморској висини од 527 метара (максималној 572 m, а минималној 344 m).

## Демографија
| 1962. | 1968. | 1975. | 1982. | 1990. | 1999. | 2011. |
| ----- | ----- | ----- | ----- | ----- | ----- | ----- |
| 513   | 557   | 536   | 763   | 1.037 | 1.048 | 984   |

График промене броја становника у току последњих година